# Петра (Румунія)
Петра (рум. Petra) — село у повіті Мехедінць в Румунії. Входить до складу комуни Биклеш.
Село розташоване на відстані 238 км на захід від Бухареста, 39 км на південний схід від Дробета-Турну-Северина, 58 км на захід від Крайови.

## Населення
За даними перепису населення 2002 року у селі проживали 295 осіб, з них 294 особи (99,7%) румунів. Рідною мовою 294 особи (99,7%) назвали румунську.